# GSM (motorfiets)
GSM is een historisch motorfietsmerk.
De bedrijfsnaam was: G. Schütze Motorradbau, Moholz-Niesky, Lausitz.
GSM was een Duits merk dat slechts een jaar bestond (1926). GSM bouwde motorfietsen met een 206 cc DKW-blok.
Halverwege de jaren twintig ontstonden er in Duitsland een groot aantal kleine motorfietsmerken, die bijna zonder uitzondering inbouwmotoren van andere fabrikanten gebruikten. De concurrentie was enorm en de meeste van deze producenten moesten leven van klanten in hun eigen regio. Rond 1925-1926 beëindigden de meesten hun productie weer (alleen in 1925 al meer dan 150 merken).